# Campionati del mondo di ciclocross 2016 - Gara femminile Under-23
La prima edizione della gara femminile Under-23 dei Campionati del mondo di ciclocross 2016 si svolse il 30 gennaio 2016 con partenza ed arrivo da Heusden-Zolder in Belgio, su un percorso totale di 13,14 km. La vittoria fu appannaggio della britannica Evie Richards, la quale terminò la gara in 41'34", alla media di 18,97 km/h, precedendo la ceca Nikola Noskova e l'olandese Maud Kaptheijns terza.
Presero il via 42 cicliste di 19 nazionalità, le quali tutte completarono la gara.

## Squadre partecipanti
| N.    | Cod. | Squadra     |
| ----- | ---- | ----------- |
| 2-4   | FRA  | Francia     |
| 5-8   | BEL  | Belgio      |
| 9-13  | NLD  | Paesi Bassi |
| 17-21 | GBR  | Regno Unito |
| 23-25 | CZE  | Cechia      |
| 26-30 | USA  | Stati Uniti |
| 31-34 | ITA  | Italia      |
| 35    | GER  | Germania    |
| 36-37 | ESP  | Spagna      |
| 38    | POL  | Polonia     |

| N.    | Cod. | Squadra     |
| ----- | ---- | ----------- |
| 40    | LUX  | Lussemburgo |
| 41-42 | CAN  | Canada      |
| 43    | AUT  | Austria     |
| 44    | ARG  | Argentina   |
| 45    | JPN  | Giappone    |
| 46    | AUS  | Australia   |
| 47    | DEN  | Danimarca   |
| 48    | SUI  | Svizzera    |
| 49    | NOR  | Norvegia    |

## Classifica (Top 10)
| Pos. | Corridore           | Squadra     | Tempo   |
| ---- | ------------------- | ----------- | ------- |
| 1    | Evie Richards       | Regno Unito | 41'34"  |
| 2    | Nikola Noskova      | Cechia      | a 35"   |
| 3    | Maud Kaptheijns     | Paesi Bassi | a 47"   |
| 4    | Sina Frei           | Svizzera    | a 53"   |
| 5    | Nadja Heigl         | Austria     | a 1'30" |
| 6    | Ellen Noble         | Stati Uniti | a 1'42" |
| 7    | Alice Maria Arzuffi | Italia      | a 1'47" |
| 8    | Juliette Labous     | Francia     | a 1'50" |
| 9    | Alice Barnes        | Regno Unito | a 2'01" |
| 10   | Jessica Lambracht   | Germania    | a 2'22" |